# Obština Etropole
Obština Etropole (bulharsky Община Етрополе ) je bulharská jednotka územní samosprávy v Sofijské oblasti. Leží v západním Bulharsku, v pohořích Stara planina na jihu a Předbalkán na severu. Správním střediskem je město Etropole, kromě něj zahrnuje obština 9 vesnic. Žije zde zhruba 11 tisíc stálých obyvatel.

## Sídla
- Bojkovec
- Brusen[p 1]
- Etropole[p 2] (sídlo správy)
- Gorunaka
- Jamna[p 1]
- Lăga[p 1]
- Lopjan[p 1]
- Malki Iskăr[p 1]
- Oselna
- Ribarica[p 1]

## Sousední obštiny
| Růžice kompasu | Botevgrad    | Pravec           | Teteven | Růžice kompasu |
| Růžice kompasu | Mirkovo      | Sever            |         | Růžice kompasu |
| Růžice kompasu | Mirkovo      | Obština Etropole |         | Růžice kompasu |
| Růžice kompasu | Mirkovo      | Jih              |         | Růžice kompasu |
| Růžice kompasu | Gorna Malina | Čelopeč          | Zlatica | Růžice kompasu |

## Obyvatelstvo
V obštině žije 11 330 stálých obyvatel a včetně přechodně hlášených obyvatel 13 021. Podle sčítáni 1. února 2011 bylo národnostní složení následující:
- Bulhaři: 11 285 (97.5 %)
- Romové: 199 (1.7 %)
- Turci: 11 (0.1 %)
- ostatní: 84 (0.7 %)